# Melicope haupuensis
Melicope haupuensis là một loài thực vật thuộc họ cam chanh, Rutaceae. Đây là loài đặc hữu của quần đảo Hawaii. Chúng hiện đang bị đe dọa vì mất môi trường sống.